# تاریکی طولانی
تاریکی طولانی (به انگلیسی: The Long Dark) یک بازی ویدئویی اول شخص شبیه‌سازی بقا در جهان باز می‌باشد که توسط شرکت کانادایی هینترلند برای سیستم عامل‌های مختلف منتشر شده‌است. در تاریکی طولانی بازیکن نقش یک خلبان را دارد که به خاطر سقوط هواپیمایش در صحرای برف کانادا مجبور به حفظ بقا و زنده ماندن است، این بازی حمایت‌های مالی چندی هم دریافت کرد از جمله از شرکت «کانادا مدیا فاند» یا همان صندوق رسانهٔ کانادا و همچنین از طریق یک کمپین موفق توسط کیک‌استارتر در اکتبر ۲۰۱۳
نسخهٔ آلفای این بازی در تاریخ ۲۲ سپتامبر ۲۰۱۴و از طریق دسترسی سریع استیم ارائه شد، این بازی هم‌اکنون هم در حال ارائه بروز رسانی‌های سریع و منظم می‌باشد، نسخهٔ آلفا در تاریخ ۱۵ ژوئن ۲۰۱۵ بر روی اکس‌باکس وان شرکت مایکروسافت به عنوان یکی از دو عنوان برنامهٔ پیش‌نمایش بازی راه‌اندازی شد، بررسی اولیه از انتشار نسخهٔ آلفا به‌طور کلی مثبت بود و بازی در ادامه به فروش حدود ۷۵۰ هزار نسخه تا آوریل ۲۰۱۶ دست یافت.
اولین بخش از فصل اول بازی تاریکی طولانی که روایت‌گر خط کلی داستان است هنوز هم در حال توسعه است و در کنار آن حالت سندباکس (درجهٔ سادهٔ بازی و به‌طور کلی مربوط به درجات مختلف سختی و آسانی است) در حال دریافت بسته‌های بروزرسانی مرتب می‌باشد.

## گیم‌پلی

یک اسکرین‌شات از بازی که نمایش‌گر عناصر مینیمالیستی HUD است که بازیکن را از اطلاعات مهم در مورد وضعیت فعلی خودش از سلامت را نشان می‌دهد، در اینجا بازیکن را می‌بینید که نیاز به کمک‌های اولیه دارد و به دلیل کاهش سریع دمای بدن نزدیک به منجمد شدن است با یک وضعیت کلی ۳۷٪ و برای پایداری دما باید خودش را به کمپ نگهبانی برساند

بازی در جایی واقع در بیابان سرد کانادا آغاز می‌شود که در آن خلبانی به دلیل نقص فنی هواپیمایش مجبور به فرود ناموفق می‌شود، هم‌اکنون تمام توجهٔ او معطوف به زنده ماندن است، به‌طور خلاصه گیم‌پلی بازی از طرف توسعه دهندگان بازی چنین اعلام شده، شبیه‌سازی بقا بر حساب درجهٔ حرارت بدن، مصرف کالری، گرسنگی، تشنگی، خستگی، بادلرز، حیات وحش و میزبان‌هایی از دیگر عوامل طبیعی و محیطی، دو حالت مختلف از بازی وجود دارد که یکی حالت روایت داستان یا همان (استوری) است و دیگری حالت سادهٔ بازی یا (سندباکس)، حالت روایت داستان اپیزود یک خواهد بود و در ابتدا برنامه‌ریزی‌هایی شده بود تا اواخر ۲۰۱۴ منتشر شود، اما انتشار آن به اواخر سال ۲۰۱۶ موکول گردید.
در نسخهٔ انتشار یافتهٔ آلفای بازی، بازیکنان توانایی دسترسی به حالت سندباکس را دارند که می‌توانند در ۵ نقطه از نقشه اقامت کنند یا چیزهایی را که پیدا می‌کنند برای ادامهٔ بقا ذخیره نمایند، این ۵ نقطه عبارت هستند از دریاچهٔ مرموز، بزرگراه ساحلی، درهٔ دلپذیر و در نهایت منطقهٔ موسوم به نقطهٔ ویرانی و خطرناک‌ترین منطقه که به منطقهٔ گرگ کوهستان شهره است، همهٔ این مناطق به شکلی از طریق انتقال سریع هم دسترسی دارند، هدف و پیام عمدهٔ بازی این است که بازیکن تا جایی که می‌تواند با مهار و استفاده هر چه بیشتر از اندک منابع موجود و همچنین منابعی که خودش در طبیعت وحش پیدا می‌کند زنده بماند.
این منابع می‌تواند شامل کالاهایی همچون انواع قوطی‌های کنسرو غذا، آب، چوب، وسایل پزشکی و درمانی، و در کنار این‌ها ابزارهایی همچون، سلاح، تبر، چاقو و چیزهایی دیگر که در طبیعت وجود دارد و می‌تواند مورد استفاده قرار بگیرد باشد، حیوانات وحش نیز همیشه در دسترس هستند، مانند گوزن کانادایی که می‌تواند برای مواد غذایی شکار شود و همین‌طور خرس و گرگ که یک تهدید دائمی و استرس‌زا هستند، همهٔ موارد و حیات وحش به شکل تصادفی برای هر بازی جدید به وجود می‌آید به طوری که تکرار دوبارهٔ بازی با تغییرات دیگری همراه خواهد بود، کاهش ابزارها و منابع مورد نیاز در طول زمان باعث می‌شود که بازیکن برای مصارف بهینه تصمیم‌گیری دقیق در رابطه با مصرف آن‌ها یا تعمیر احتمالی آن‌ها داشته باشد.
آتش که یک جزء اصلی است، برای پخت‌وپز و گرما کاملاً حیاتی است، معمولاً اگر غذاها و قوطی‌های کنسرو را بدون گرم کردن میل کنید انرژی کمتری از آن‌ها دریافت خواهید کرد، همین‌طور وقتی پس از گشت و گذار و جستجو در طبیعت (که غالباً با کاهش دمای بدن) همراه است در هنگام رسیدن به کمپ برای تثبیت فوری دمای بدن احتیاج به روشن کردن شومینه و افروختن آتش دارید، بازیکن می‌تواند با جمع‌آوری هیزم و کبریت از دیدگاه تداوم آتش خیال راحت‌تری داشته باشد، اما مثبت‌ترین نکتهٔ بازی توالی شب و روز است، بیرون ماندن در طول شب به هیچ عنوان توصیه نمی‌شود چرا که علاوه بر سرمای کشنده خطر مواجهه با حیوانات وحشی همچون خرس و گرگ بیشتر است، از آنجایی که در این صحرای برف متروکه چیزی به اسم برق و نیروی الکتریسیته وجود ندارد، شب‌ها درون کمپ بسیار تاریک است و حتماً باید یک فانوس و نفت مورد نیازش را پیدا کنید.